# Coupe d'Europe des vainqueurs de coupe masculine de handball 2003-2004
Navigation
Coupe des Coupes 2002-2003 Coupe des coupes 2004-2005
La Coupe d'Europe des vainqueurs de coupe masculine de handball 2003-2004 est la 29e édition de la Coupe d'Europe des vainqueurs de coupe masculine de handball.
Organisée par la Fédération européenne de handball (EHF), la compétition est ouverte à 36+8 clubs de handball d'associations membres de l'EHF. Ces clubs sont qualifiés en fonction de leurs résultats dans leur pays d'origine lors de la saison 2002-2003.
Elle est remportée par le club espagnol du Portland San Antonio, vainqueur en finale d'un autre club espagnol, le BM Valladolid,.

## Résultats

### Premier tour
| Équipe 1            | Score   | Équipe 2                | Aller | Retour |
| ------------------- | ------- | ----------------------- | ----- | ------ |
| De Groot Groep/ E&O | 48 – 47 | Pirin-94 Gotsé Deltchev | 25-20 | 23-27  |
| HC Berchem          | 62 – 40 | CS Baracuda Handball    | 30-16 | 32-24  |
| Çankaya BSK Ankara  | 76 – 62 | Latsia Nicosie          | 36-25 | 40-37  |
| Koutaïssi           | 41 – 69 | Põlva Serviti           | 19-38 | 22-31  |

### Deuxième tour
| Équipe 1                         | Score    | Équipe 2                  | Aller | Retour |
| -------------------------------- | -------- | ------------------------- | ----- | ------ |
| HC Portovik Youjne               | 43 – 38  | Csömör KSK                | 24-20 | 19-18  |
| Çankaya BSK Ankara               | 64 – 56  | RK Umag                   | 33-28 | 31-28  |
| RK Gorenje Velenje               | 65 – 54  | Initia HC Hasselt         | 32-26 | 33-28  |
| De Groot Groep/ E&O              | 54 – 54* | RK Pelister Bitola        | 31-25 | 23-29  |
| Põlva Serviti                    | 39 – 55  | TUSEM Essen               | 17-32 | 22-23  |
| GOG Gudme                        | 72 – 41  | Ionikós de Néa Filadélfia | 34-19 | 38-22  |
| Stepan Razin Neva St-Pétersbourg | 41 – 42  | HK Kópavogs               | 23-22 | 18-20  |
| A1 Bregenz HB                    | 53 – 49  | Wisła Płock               | 27-22 | 26-27  |
| US Créteil                       | 55 – 36  | Sviesa-Savanoris Vilnius  | 27-17 | 28-19  |
| Sporting CP Lisbonne             | 63 – 42  | HC Berchem                | 32-22 | 31-20  |
| Maccabi Rishon LeZion            | 48 – 60  | Stavanger IF              | 20-34 | 28-26  |
| BM Valladolid                    | 60 – 45  | Grasshopper Club Zurich   | 40-21 | 20-24  |
| SSV Forst Brixen                 | 60 – 70  | HK Drott Halmstad         | 32-36 | 28-34  |
| SKA Minsk                        | 47 – 62  | Portland San Antonio      | 27-33 | 20-29  |
| Dennis Turku                     | 53 – 59  | Steaua Bucarest           | 32-28 | 21-31  |
| RK Sloga Doboj                   | 61 – 62  | RK Lovćen Cetinje         | 27-29 | 34-33  |

*Le RK Pelister Bitola est déclaré vainqueurs selon la règle du nombre de buts marqués à l'extérieur.

### Seizièmes de finale
| Équipe 1             | Score   | Équipe 2             | Aller | Retour |
| -------------------- | ------- | -------------------- | ----- | ------ |
| Portland San Antonio | 54 – 50 | GOG Gudme            | 26-24 | 28-26  |
| A1 Bregenz HB        | 38 – 43 | US Créteil           | 22-24 | 16-19  |
| TUSEM Essen          | 58 – 40 | Steaua Bucarest      | 29-23 | 29-17  |
| HK Drott Halmstad    | 54 – 50 | HK Kópavogs          | 31-25 | 23-25  |
| HC Portovik Youjne   | 46 – 52 | Sporting CP Lisbonne | 25-27 | 21-25  |
| RK Pelister Bitola   | 43 – 66 | RK Gorenje Velenje   | 21-32 | 22-34  |
| Çankaya BSK Ankara   | 41 – 38 | RK Lovćen Cetinje    | 20-20 | 21-18  |
| Stavanger IF         | 54 – 69 | BM Valladolid        | 26-38 | 28-31  |

### Huitièmes de finale
Les équipes classées à la 3e place de chacun des 8 groupes de la Ligue des champions sont reversés en huitièmes de finale : ZTR Zaporijjia, Haukar Hafnarfjörður, Partizan Belgrade, Medvedi Tchekhov, Sandefjord TIF, Redbergslids IK, KS Kielce et HC Baník Karviná.
| Équipe 1             | Score   | Équipe 2             | Aller | Retour |
| -------------------- | ------- | -------------------- | ----- | ------ |
| Partizan Belgrade    | 47 – 57 | Portland San Antonio | 24-26 | 23-31  |
| US Créteil           | 54 – 53 | Haukar Hafnarfjörður | 30-28 | 24-25  |
| TUSEM Essen          | 48 – 41 | ZTR Zaporijjia       | 24-19 | 24-22  |
| HK Drott Halmstad    | 48 – 44 | HC Baník Karviná     | 26-21 | 22-23  |
| Sporting CP Lisbonne | 58 – 54 | Redbergslids IK      | 29-19 | 29-35  |
| KS Kielce            | 46 – 49 | RK Gorenje Velenje   | 25-25 | 21-24  |
| Çankaya BSK Ankara   | 55 – 62 | Sandefjord TIF       | 26-30 | 29-32  |
| BM Valladolid        | 61 – 60 | Medvedi Tchekhov     | 39-32 | 22-28  |

### Quarts de finale
| Équipe 1             | Score    | Équipe 2             | Aller | Retour |
| -------------------- | -------- | -------------------- | ----- | ------ |
| US Créteil           | 46 – 49  | Portland San Antonio | 26-23 | 20-26  |
| HK Drott Halmstad    | 48 – 50  | TUSEM Essen          | 27-24 | 21-26  |
| Sporting CP Lisbonne | 59 – 59* | RK Gorenje Velenje   | 33-27 | 26-32  |
| BM Valladolid        | 77 – 57  | Sandefjord TIF       | 45-22 | 32-35  |

*Le RK Gorenje Velenje est déclaré vainqueurs selon la règle du nombre de buts marqués à l'extérieur.

### Demi-finales
| Équipe 1      | Score   | Équipe 2             | Aller | Retour |
| ------------- | ------- | -------------------- | ----- | ------ |
| TUSEM Essen   | 59 – 63 | Portland San Antonio | 27-25 | 32-38  |
| BM Valladolid | 64 – 58 | RK Gorenje Velenje   | 34-32 | 30-26  |

### Finale
| Équipe 1      | Score   | Équipe 2             | Aller | Retour |
| ------------- | ------- | -------------------- | ----- | ------ |
| BM Valladolid | 56 – 61 | Portland San Antonio | 30-31 | 26-30  |

## Les champions d'Europe
| Vainqueur de la Coupe d'Europe des vainqueurs de coupe 2003-2004 Portland San Antonio 2e titre |

L'effectif du Portland San Antonio était :
| Gardiens de but - Vladimir Rivero - Xavier Casas - Iñaki Malumbres Demi-centres - Oleg Kisselev - Jackson Richardson - Nedeljko Jovanović | Arrières - Alberto Martín - Mateo Garralda - Mikhaïl Iakimovitch - Lasse Boesen Pivots - Dirk Beuchler - Juancho Pérez | Ailiers - Alberto Urdiales - Javier Ortigosa - Albert Rocas - Sven Lakemacher Entraîneur - Zupo Equisoain |